# 宿屋町西
宿屋町西（しゅくやちょうにし）は、大阪府堺市堺区にある地名。2024年現在の行政地名は宿屋町西一丁から宿屋町西三丁。住居表示は実施済。

## 地理
堺区の中央部に位置する。南東は宿屋町東、南西は材木町西、北西は山本町、北東は神明町西に接する。南東から順に一丁から三丁がある。

### 河川
- 内川
  - 宿屋橋

## 歴史

### 地名の由来
「宿屋町」の地名は、当地付近が昔宿場であり、宿屋が多かったことに由来するという。

### 沿革
はじめ1 - 2丁。1959年（昭和34年）から1 - 3丁がある。
- 1872年（明治5年）、宿屋町中浜・宿屋町浜より宿屋町西成立。堺町のうち。
- 1879年（明治12年）、郡区町村編成法施行により、堺区の所属となる。
- 1889年（明治22年）、市制施行により、堺市の所属となる。
- 1959年（昭和34年）、神明町西1 - 2丁・宿屋町の一部を編入[7]。
- 2006年（平成18年）、堺市が政令指定都市に移行し、行政区を設置。宿屋町西は堺区の所属となる。

## 世帯数と人口
2024年（令和6年）8月31日現在の世帯数と人口は以下の通りである。
| 丁           | 世帯数  | 人口  |
| ------------ | ------- | ----- |
| 宿屋町西一丁 | 43世帯  | 84人  |
| 宿屋町西二丁 | 31世帯  | 48人  |
| 宿屋町西三丁 | 137世帯 | 310人 |
| 計           | 211世帯 | 442人 |

### 人口の変遷
| 1995年（平成7年）  | 160人 | [ 8 ]  |  |
| 2000年（平成12年） | 492人 | [ 9 ]  |  |
| 2005年（平成17年） | 411人 | [ 10 ] |  |
| 2010年（平成22年） | 385人 | [ 11 ] |  |
| 2015年（平成27年） | 489人 | [ 12 ] |  |
| 2020年（令和2年）  | 441人 | [ 13 ] |  |

### 世帯数の変遷
| 1995年（平成7年）  | 56世帯  | [ 8 ]  |  |
| 2000年（平成12年） | 174世帯 | [ 9 ]  |  |
| 2005年（平成17年） | 143世帯 | [ 10 ] |  |
| 2010年（平成22年） | 155世帯 | [ 11 ] |  |
| 2015年（平成27年） | 181世帯 | [ 12 ] |  |
| 2020年（令和2年）  | 184世帯 | [ 13 ] |  |

## 学区
市立小・中学校に通う場合、学区は以下の通りとなる。
| 丁           | 番   | 小学校           | 中学校           |
| ------------ | ---- | ---------------- | ---------------- |
| 宿屋町西一丁 | 全域 | 堺市立錦西小学校 | 堺市立月州中学校 |
| 宿屋町西二丁 | 全域 | 堺市立錦西小学校 | 堺市立月州中学校 |
| 宿屋町西三丁 | 全域 | 堺市立錦西小学校 | 堺市立月州中学校 |

## 事業所
2021年（令和3年）現在の経済センサス調査による事業所数と従業員数は以下の通りである。
| 丁           | 事業所数 | 従業員数 |
| ------------ | -------- | -------- |
| 宿屋町西一丁 | 18事業所 | 91人     |
| 宿屋町西二丁 | 8事業所  | 35人     |
| 宿屋町西三丁 | 1事業所  | 12人     |
| 計           | 27事業所 | 138人    |

## 交通

### バス
- 南海バス[16]
  - 16・16C・61系統：材木町

### 道路
- 大道筋

## 施設
- 宿屋町公園

## 郵便
- 郵便番号：590-0937[3]（集配局：堺郵便局[17]）。